# Кузнецкий (рабочий посёлок им Степана Разина)
Кузнецкий — опустевший посёлок в Лукояновском районе Нижегородской области. Входит в состав городского поселения Рабочий посёлок имени Степана Разина.

## География
Находится в южной части Нижегородской области на расстоянии приблизительно 31 километр по прямой на юг-юго-запад от города Лукоянов, административного центра района.

## Население
Постоянное население не было учтено как в 2002 году, так и в 2010.